# Adelson és Salvini
Az Adelson és Salvini Vincenzo Bellini legelső, 1825. február 15-én Nápolyban bemutatott, kétfelvonásos operája.

## Az opera szereplői
| Szereplő                                              | Hangfekvés           |
| ----------------------------------------------------- | -------------------- |
| Salvini, olasz festő                                  | tenor                |
| Lord Adelson                                          | bariton              |
| Nelly, nemesi árva, a lord leendő menyasszonya        | szoprán              |
| Bonifacio, Salvini szolgája                           | bariton vagy bariton |
| Fanny                                                 | szoprán              |
| Madame Rivers, Nelly nagynénje, a kastély felügyelője | alt                  |
| Struley tábornok                                      | basszus              |
| Geronio, Struley tábornok bizalmasa                   | tenor                |

## Az opera cselekménye

### I. felvonás
Salvini már hosszabb ideje a lord kastélyában tartózkodik és festeni tanítja Nellyt. A lány csodálja a festő képeit és titokban bele is szeret. Az opera kezdetekor Salvini már hosszabb ideje távol van, a lorddal Angliában időzik. Nelly és a kastély személyzete a hazatérő gróf fogadására készülődik, amikor megjelenik Geronio, a zárkózott intéző, aki azt a hírt hozza, hogy a lord még Londonban marad egy ideig.
Geronio egy szökött katona, akit most Sturley tábornok zsarol. A tábornok egy lecsúszott arisztokrácia, aki azzal bízza meg Geroniót, hogy kémkedjen a lord házában. Bosszút akar állni Adelsonon, amiért annak apja közreműködött a Sturley család meghurcoltatásában. A fejébe vette, hogyha kell, akár erőszak árán is megszerzi magának Nellyt. Azt tervezi, hogy a saját kastélyában tör rá a lányra. Geronio hasztalan akarja lebeszélni tervéről. Ezután Bonifacio tűnik fel, aki korábban kereskedő volt, de eladósodott, így szolga sorba kényszerült. Írországban is kénytelen volt kölcsönöket felvenni, miután elhagyta Itáliát és most azt tervezi megkéri a lordot, hogy fizesse ki az adósságait. Más különben az adósok börtönében fog kerülni.
Közben Salvini is megérkezik, aki miután tudomást szerzett Nelly érzelmeiről, a szerelem és a barátság között őrlődik. Végül a barátság mellett dönt és igyekszik meggyőzni Nellyt, hogy engedelmeskednie kell a lordnak és oltárhoz kell vezetnie azt a lányt, akit az kiszemelt számára. Nelly nem hisz Salvininak és egyre jobban úgy érzi, hogy a festő is viszont szereti őt. A felvonás végén a hazatérő lordot emberei pompás ünnepséggel fogadják.

### II. felvonás
Salvini el akarja hagyni a kastélyt. Adelson kideríti, hogy ennek valószínűleg Nelly iránt érzett szerelme az oka. Végül arra a következtetésre jut, hogy a fiatalok sok időt töltöttek egymás társaságában, ő pedig hosszú ideig volt távol tőlük, így teljesen érthető a kialakult szituáció. Ezek után maga ajánlja fel Nelly kezét Salvinak. De a festő nem kíván élni a lehetőséggel. Közben Struley is ajánlatot tesz Salvininak: ha segít neki elrabolni Nellyt, a lány az övé lehet. Salvini azonban közli vele, hogy maga a lord ajánlotta fel neki Nelly kezét, de ő nem élt a lehetőséggel. Semmi pénzért nem árulná el barátját.
A tábornok ekkor úgy dönt, hogy erőszakhoz folyamodik, de végül Bonifacio és a lord emberei meghiúsítják a lányrablást. Ezután Salvini bejelenti a grófnak, hogy egy időre hazautazik Itáliába, ahol számot kell adnia mestereinek és a családjának a festészetben elért eredményeiről. De hamarosan vissza fog térni és akkor majd oltár elé vezeti Fannyt, aki szintén régóta szereti már titokban őt. A lord boldogan öleli át hűséges barátját, így már semmi nem áll az útjába Nellyvel kötendő házasságának.

## Hangfelvételek
Salvini – Bradley Williams, Lord Adelson – Fabio Previtali, Nelly – Alicia Nafé, Bonifacio – Aurio Tomicich, Fanny – Lucia Rizzi, Madama Rivers – Eleonora Jankovic, Struley – Roberto Coviello, Geronio – Giancarlo Tosi. Közreműködik: a catanai Teatro Bellini ének- és zenekara. Vezényel: Andrea Licata. A felvétel helye és ideje: 1992. szeptember 23-27. Catania Teatro Bellini, éleőadáspok montázs felvétele. Kiadás: 1993 Nuova Era 7154/55 DDD 2 CD Stereo

## Felhasznál irodalom
- Winkler Gábor, Barangolás az operák világában I., Tudomány, Bp., 110-112. p.